# Joseph Story

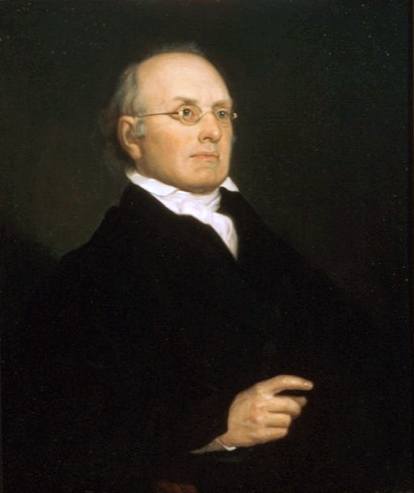
Joseph Story (Porträt von George Peter Alexander Healy)

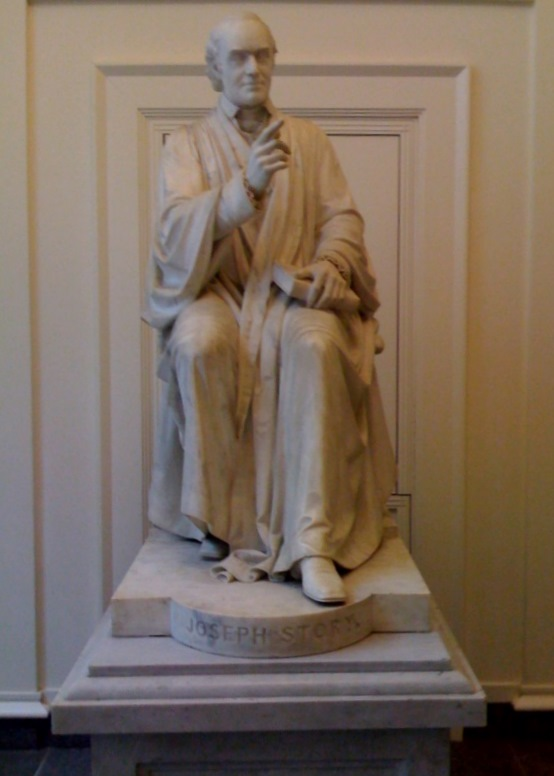
Statue von Joseph Story, ausgestellt an der Harvard Law School.

Joseph Story (* 18. September 1779 in Marblehead, Massachusetts; † 10. September 1845 in Cambridge, Massachusetts) war ein amerikanischer Jurist. Mit nur 32 Jahren wurde er 1811 der bisher jüngste (Stand: 2020) Richter am Obersten Gerichtshof der Vereinigten Staaten. Bekannt ist Story vor allem durch seine Mitwirkung an den Amistad-Prozessen.

## Leben
Story wurde in Marblehead im Essex County als Sohn von Elisha Story (1743–1805) geboren. Sein Vater war Mitglied der Sons of Liberty, die 1773 an der Boston Tea Party beteiligt waren. Die Familie zog während des Unabhängigkeitskrieges von Boston nach Marblehead. Im November 1778 heiratete Elisha Story Mehitable Pedrick, die Tochter eines wohlhabenden Kaufmanns. Joseph war das erste Kind der beiden.
Als Junge besuchte Story bis zum Herbst 1794 die Marblehead Academy. Dann nahm ihn sein Vater von der Schule, da der Rektor der Schule den jungen Joseph wegen einer Kleinigkeit geschlagen hatte. 1795 wurde Story an der Harvard University angenommen, wo er als Zweitbester seines Jahrgangs abschloss. Später studierte er Rechtswissenschaften bei Samuel Sewall und Samuel Putnam.
Story wurde 1801 als Anwalt zugelassen und war der einzige Anwalt im ganzen Essex County, der der Demokratisch-Republikanischen Partei von Thomas Jefferson anhing. Daher wurde er bei der einflussreichen republikanischen Reederei George Crowninshield & Sons angestellt.
Neben seiner Tätigkeit als Anwalt war Story auch ein erfolgreicher Poet. So verfasste er zum Beispiel das Gedicht „The Power of Solitude“.
Von 1805 bis 1808 war er Abgeordneter im Repräsentantenhaus von Massachusetts, bevor er in den Kongress gewählt wurde. Bereits 1809 nahm er jedoch wieder die Arbeit als Anwalt auf und wurde erneut in das Repräsentantenhaus von Massachusetts gewählt, als dessen Speaker er dann auch amtierte. 1810 wurde er in die American Academy of Arts and Sciences gewählt.
Bereits kurz nach der Hochzeit und nur zwei Monate nach dem Tod seines Vaters starb im Juni 1805 Storys erste Frau Mary F.L. Oliver. Im August 1808 heiratete er Sarah Waldo Wetmore, die Tochter eines Richters aus Boston. Sie hatten sieben Kinder, darunter der spätere Verleger und Bildhauer William Wetmore Story.

## Tätigkeit als Bundesrichter

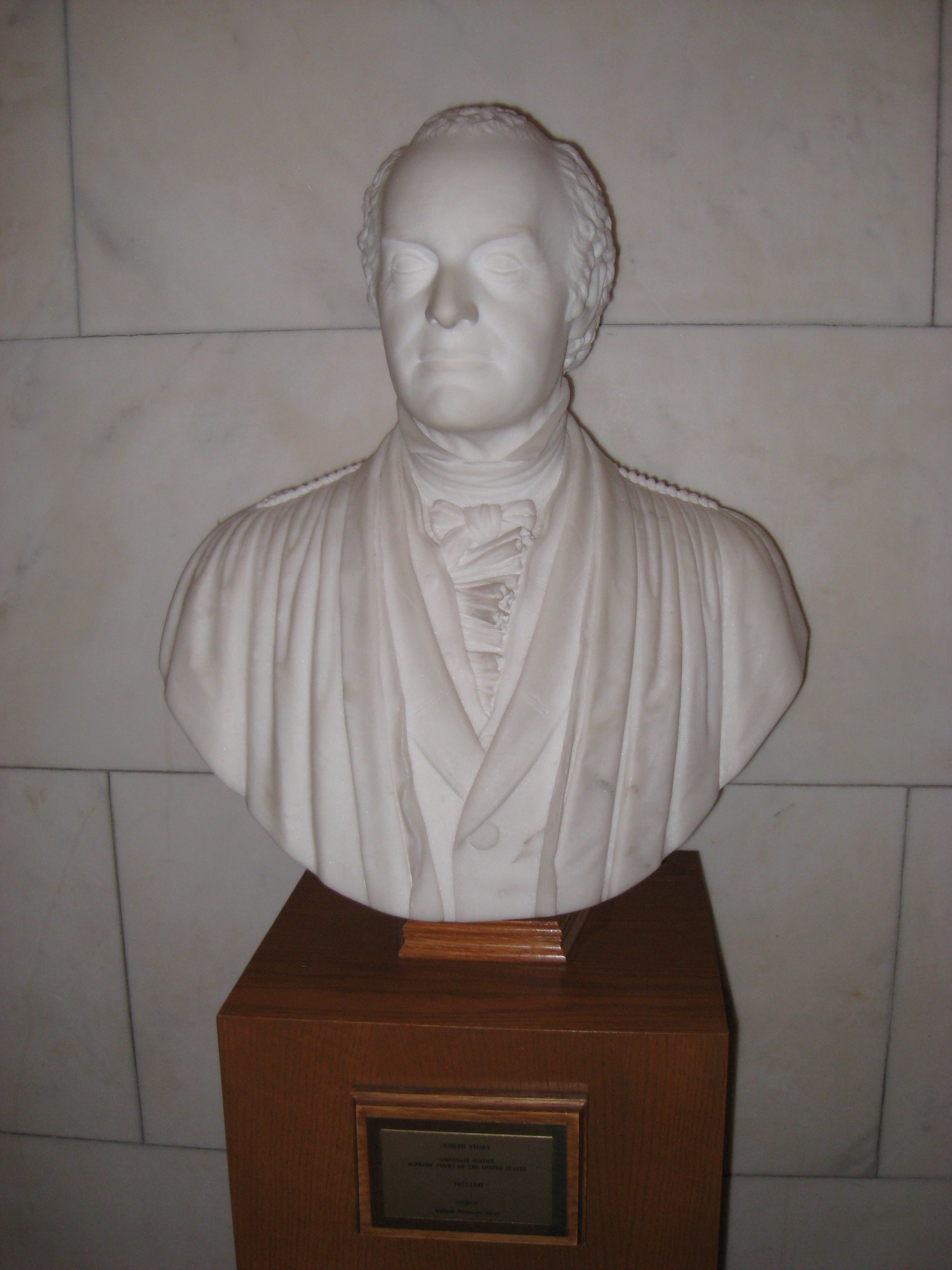
Büste von Joseph Story, gefertigt von seinem Sohn William Wetmore Story.

Mit nur 32 Jahren wurde Joseph Story 1811 Richter am Obersten Gerichtshof der Vereinigten Staaten. Unter dem Vorsitzenden John Marshall hatte Story großen Anteil an der Arbeit des Gerichts. So verfasste er zwischen 1812 und 1832 nicht nur zahlreiche Entscheidungen, sondern setzte sich besonders für die Gleichheit aller Menschen vor dem Gesetz und im Bereich des Patentrechts ein. 1820 hielt Story in Salem eine Rede, in der er den Sklavenhandel verurteilte. Bis heute bekannt sind die von Story verfassten Urteile in den Amistad-Prozessen.
1829 zog er nach Cambridge und lehrte an der Harvard University.

## Tod und Hinterlassenschaften
Story starb 1845 in seinem Haus in Cambridge und ist auf dem Mount Auburn Cemetery beigesetzt.
Das Story County im Bundesstaat Iowa ist ebenso nach ihm benannt wie einer der Schlafsäle der Harvard Law School.

## Trivia
Ein Nachfahre Storys ist der US-Astronaut Story Musgrave.

## Veröffentlichungen (Auswahl)
- Commentaries on the Law of Bailments (1832)
- Google Books: Volume I und Google Books: Volume II,Commentaries on the Constitution of the United States (3 vols., 1833)
- Commentaries on the Conflict of Laws (1834)
- Commentaries on Equity Jurisprudence (2 vols., 1835–1836)
- Equity Pleadings (1838)
- Law of Agency (1839)
- Law of Partnership (1841)
- Law of Bills of Exchange (1843)
- Law of Promissory Notes (1845).
- Miscellaneous Writings, first published in 1835, enlarged edition 1851.